# يوليوس إرفينغ
يوليوس إرفينغ (بالإنجليزية: Julius Erving) مواليد 22 فبراير 1950 في إيست ميداو، هو لاعب كرة سلة أمريكي سابق بدأ مسيرته الاحترافية في سنة 1971. يبلغ طوله 6 قدم 7 بوصة (2.0 م). اعتزل اللعب في 1987.

## فرق لعب لها
- بروكلين نتس
- فيلادلفيا سفنتي سيكسرز

## روابط خارجية
- يوليوس إرفينغ على موقع IMDb (الإنجليزية)
- يوليوس إرفينغ على موقع الموسوعة البريطانية (الإنجليزية)
- يوليوس إرفينغ على موقع ألو سيني (الفرنسية)
- يوليوس إرفينغ على موقع قاعدة بيانات الأفلام السويدية (السويدية)
- يوليوس إرفينغ على موقع إن إن دي بي (الإنجليزية)
- يوليوس إرفينغ على موقع قاعدة بيانات الفيلم (الإنجليزية)
- يوليوس إرفينغ على موقع كينوبويسك (الروسية)
- يوليوس إرفينغ على موقع إن بي أي (الإنجليزية)
- يوليوس إرفينغ على موقع سبورتس رفرنس (الإنجليزية)
- يوليوس إرفينغ على موقع إي إس بي إن.كوم (الإنجليزية)
- يوليوس إرفينغ على موقع كلية كرة السلة في سبورتس رفرنس.كوم (الإنجليزية)
- يوليوس إرفينغ على موقع ريلجم (الإنجليزية)
- يوليوس إرفينغ على موقع بروبوليرز (الإنجليزية)
- يوليوس إرفينغ على موقع قاعة المشاهير الجامعة الوطنية لكرة السلة (الإنجليزية)